# Alamo – Der Traum, das Schicksal, die Legende

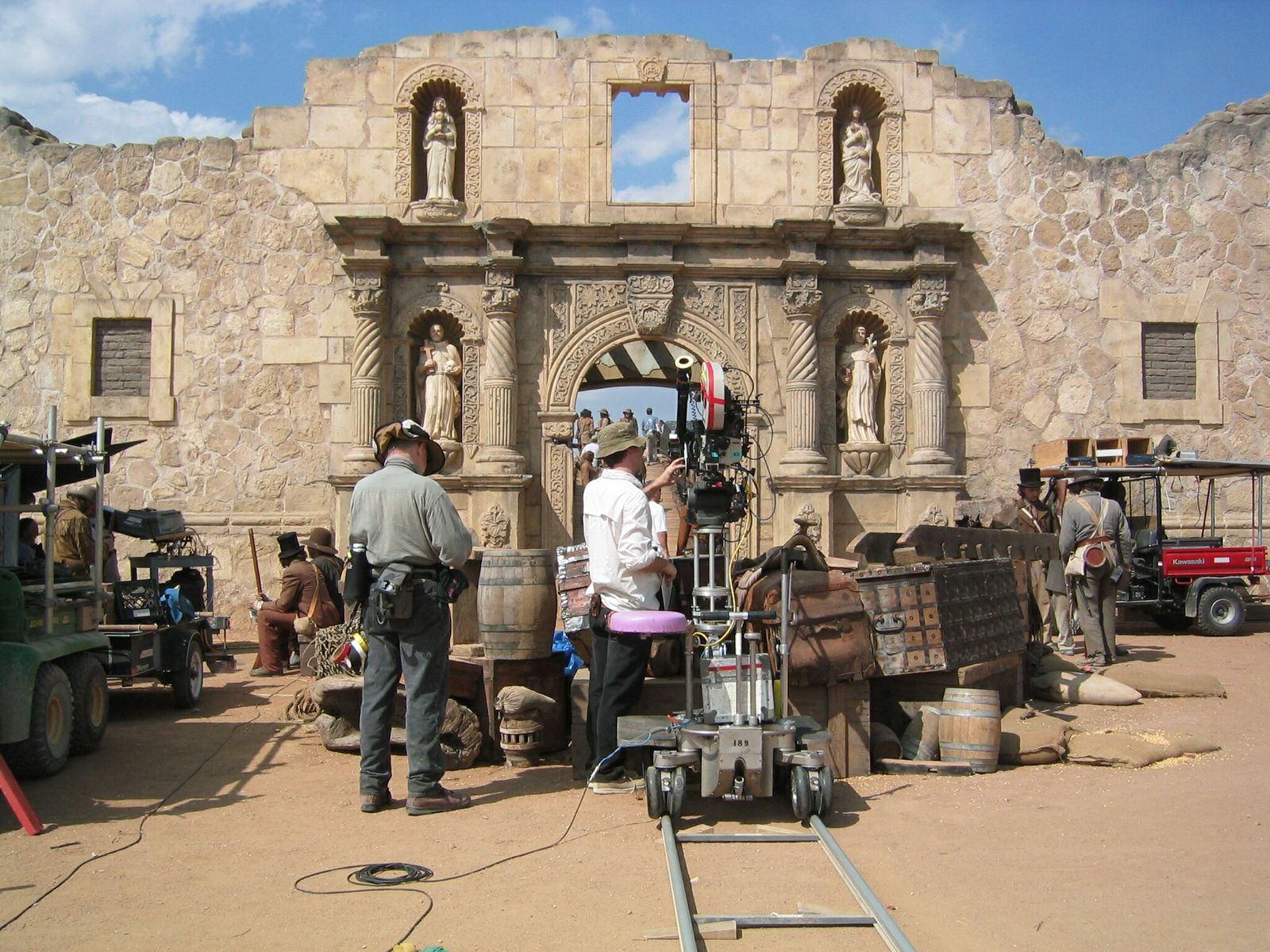
Dreharbeiten zum Film

Alamo – Der Traum, das Schicksal, die Legende (Originaltitel: The Alamo) ist ein US-amerikanisches Filmdrama aus dem Jahr 2004 über die Geschehnisse um die Schlacht von Alamo. Regie führte John Lee Hancock, der gemeinsam mit Leslie Bohem und Stephen Gaghan auch das Drehbuch schrieb.

## Handlung
Der Film erzählt vom Texanischen Unabhängigkeitskrieg in den Jahren 1835 und 1836. Im Mittelpunkt steht die Verteidigung der befestigten Missionsstation Alamo, die vom erst 26-jährigen Offizier William Barret Travis befehligt wird. Nach einer Abstimmung wird der Anführer der Milizionäre (freiwillig für Texas Kämpfende), James Bowie, zu deren Befehlshaber erhoben. Travis bleibt das Kommando über die texanischen Soldaten. Auch Davy Crockett, ein bekannter Volksheld und Politiker, ist mit seinen Leuten im „Fort“. Die rund 200 Mann hoffen auf Verstärkung gegen die vielen Soldaten des mexikanischen Generals Santa Anna, es kommen aber nur noch 32 Freiwillige aus Gonzales dazu. Travis stellt seinen Soldaten nun sogar frei, ob sie kämpfen und sterben oder lieber kapitulieren wollen, aber keiner von ihnen geht. Nach wochenlanger Belagerung lässt Santa Anna die Festung stürmen, obwohl er erfährt, dass einen Tag später eine 12-Pfünder-Kanone eintreffen sollte, die die Festungsmauern zerstören könnte. Es werden ungefähr 200 Texaner getötet, wobei jedoch weit mehr mexikanische Soldaten sterben. Der auf dem Sterbebett liegende Bowie erschießt noch zwei Angreifer, bevor er selbst getötet wird.
In der dank der Verteidigung von Alamo gewonnenen Zeit gelingt es dem texanischen General Sam Houston, eine 800 Mann starke Armee aufzustellen, mit der er sich zunächst immer weiter vor Santa Annas verbliebenen 2500 Mann zurückzieht, bis der für ihn richtige Moment gekommen ist. Er greift Santa Annas inzwischen geteilte Armee mit dem Schlachtruf „Remember the Alamo“ an und kann sie in einer kurzen Schlacht besiegen. Dieser Sieg über Santa Anna ist später als Schlacht von San Jacinto in die Geschichte eingegangen. Am Ende zwingt Sam Houston Santa Anna, die mexikanische Armee aus Texas abzuziehen.

## Kritiken
James Berardinelli schrieb auf ReelViews, der Film sei historisch genau, aber dramaturgisch nicht gelungen. Er sei „gefühlsmäßig träge“ und sein Tempo sei schwach („emotionally inert and poorly paced“), was ihn nicht hineinziehend und langweilig mache. Der Regisseur versuche vergeblich, den geschichtlichen Gestalten Persönlichkeit zu geben. Berardinelli lobte die „perfekte“ Darstellung von Billy Bob Thornton sowie das „aufrichtige und stoische“ Spiel von Dennis Quaid.
Roger Ebert schrieb in der Chicago Sun-Times vom 9. April 2004, der Film sei ein guter Film. Er zeige die Einsamkeit der in einem Fort eingeschlossenen Männer, die zwei Wochen lang auf den sicheren Tod warten. Der Film gebe den aus der Popkultur bekannten Davy Crockett und Jim Bowie eine menschliche Gestalt. Die Schlachtszenen seien brutal und unvergesslich.
Das Lexikon des internationalen Films schrieb: „Im Gegensatz zu John Waynes „Alamo“ (1960) keine Übung in Sachen Hurra-Patriotismus, sondern ein düsteres episches Geschichtsgemälde, das amerikanische Nationalhelden wie Davy Crockett, General Sam Houston und Jim Bowie als gebrochene Charaktere darstellt. Letztlich verliert sich der Film in seinen vielen Subplots.“.

## Auszeichnungen
Der Film wurde im Jahr 2005 für den Harry Award nominiert. Mit diesem US-amerikanischen Preis werden Filme ausgezeichnet, die die Geschichte thematisieren.

## Hintergründe
Der Film wurde in verschiedenen Orten in Texas gedreht. Seine Produktionskosten betrugen schätzungsweise 95 Millionen US-Dollar. Der Film spielte in den Kinos der USA ca. 22,4 Millionen US-Dollar ein. In Deutschland wurde er im Dezember 2004 direkt auf Video veröffentlicht.